# McGirt v. Oklahoma
McGirt v. Oklahoma est une décision de la Cour suprême des États-Unis arrêtée le 9 juillet 2020. Elle établit que la moitié orientale de l'Oklahoma fait toujours partie de cinq réserves indiennes jusqu'alors considérées comme démantelées de longue date, le Congrès des États-Unis n'en ayant pas explicitement décidé autrement.